# Anama (geslacht)
Anama is een kevergeslacht uit de familie van de boktorren (Cerambycidae). De wetenschappelijke naam van het geslacht werd voor het eerst geldig gepubliceerd in 2005 door Martins.

## Soorten
Anama is monotypisch en omvat slechts de volgende soort:
- Anama limpida Martins, 2005